# Distretto di Kolomak
Il distretto di Kolomak (in ucraino Коломацький район?) era un distretto (rajon) dell'Ucraina, situato nell'oblast' di Charkiv. Il suo capoluogo era Kolomak. È stato soppresso con la riforma amministrativa del 2020.